# Arenal de Sonabia
La playa Arenal de Sonabia o Valdearenas está situada en el municipio de Liendo, en la Comunidad Autónoma de Cantabria, España. El arenal es nudista, está junto a la localidad castreña de Sonabia, no está vigilada y posee una pequeña bajada desde el aparcamiento. Muy cerca de ella está El Cabo Cebollero y el Monte Candina.